# 塩見智
塩見 智（しおみ さとし、1972年 - ）は、日本の自動車評論家で、元「NAVI」編集長。
愛車は　ランドクルーザー250、ルノートゥウィンゴ

## 略歴
- 1972年岡山県岡山市生まれ。

関西学院大学文学部仏文科卒業。
- 1995年 山陽新聞社入社。
- 2000年（株）三推社（現：講談社ビーシー）入社。『ベストカー』編集部。
- 2004年（株）二玄社入社。『NAVI』編集部。
- 2009年『NAVI』編集長就任直後に二玄社経営不振により廃刊決定。
- 2010年（株）NRMパブリッシング共同設立。iPad専用自動車電子雑誌『Bagnole』創刊。
- 2011年フリー編集者、ライターへ。自動車評論家の島下泰久とともに『島下泰久×塩見 智 自動車メールマガジン』を配信開始。
- 2022年5月 自動車YouTuberとしてYoutubeチャンネル開設